# Verbund Norddeutscher Universitäten
Der Verbund Norddeutscher Universitäten (VNU) ist ein 1994 gegründeter Zusammenschluss der Universitäten Bremen, Greifswald, Hamburg, Kiel, Lübeck, Lüneburg, Oldenburg und Rostock mit dem Zweck, gemeinsam Evaluationsverfahren zur Qualitätssicherung und Qualitätsentwicklung von Lehre und Studium zu entwickeln und durchzuführen. Insbesondere sollen die einzelnen Studienfächer gemeinsam evaluiert werden und dadurch übergreifende Standards geschaffen werden.
2024 ist aus dem Verbund Norddeutscher Universitäten die Hanse University Alliance hervorgegangen. 
Die Universität Groningen in den Niederlanden ist als assoziiertes Mitglied im Verbund aktiv und ermöglicht so die Einbeziehung internationaler Vergleichswerte.
Als Hauptaufgabe des Netzwerks wurde bei der Gründung des Verbundes Norddeutscher Universitäten im Jahre 1994 die gemeinsame Durchführung von Evaluationsverfahren für Studienfächer definiert. Damit reagierten die Mitgliedsuniversitäten aus fünf Bundesländern auf die zu Beginn der 1990er Jahre aufkommenden öffentlichen Forderungen nach mehr Transparenz und Qualitätskontrolle in Studium und Lehre. Bei der Konzeption und Durchführung der Evaluationsverfahren wurden eigene Standards und Kriterien entwickelt, die auf den internationalen Erfahrungen in der Qualitätssicherung aufbauten. Daneben entwickelte der Verbund das Online Self Assessments, das unter Leitung von Lutz F. Hornke konzipiert wurde, um Zulassungskriterien und -strategien zu entwickeln sowie die Prüfungsverwaltung zu optimieren. Das Nordverbund-SelfAssessment wurde 2014 abgeschaltet. Im Zuge der Einführung gestufter Studiengänge im Rahmen des Bologna-Prozesses arbeiten die beteiligten Hochschulen auch in diesem Bereich im Verbund zusammen.
Im Jahr 2008 verständigten sich die Präsidenten und Rektoren auf eine Neuausrichtung der Zusammenarbeit. Anstelle der Evaluationsverfahren trat die projektbezogene Arbeit in den Vordergrund, insbesondere in Hinblick auf die Qualitätssteigerung in Studium und Lehre. Zurzeit entwickelt sich der Verbund Norddeutscher Universitäten verstärkt zu einem hochschulpolitischen Forum, das unter anderem den Dialog mit der Wissenschaftsverwaltung befördern möchte. Daneben stehen die Mitglieder des Nordverbundes in einem engen Austausch über deren Qualitätssicherungssysteme und Forschungsinitiativen.
Auf der Sitzung der Präsidenten und Rektoren des Verbundes der Norddeutschen Universitäten am 2. Oktober 2020 wurde Sascha Spoun, Präsident der Leuphana Universität Lüneburg, einstimmig als neuer Sprecher für die kommenden drei Jahre gewählt. Er löste damit Johanna E. Weber (ehemalige Rektorin der Universität Greifswald) ab, die von 2014 bis 2020 als Sprecherin des Verbundes tätig war. Vor 2014 war Babette Simon (ehemalige Präsidentin der Carl von Ossietzky Universität Oldenburg), an der Spitze des VNU. 
Die Geschäftsstelle des Verbundes Norddeutscher Universitäten befindet sich an der Universität des amtierenden Sprechers, derzeit also an der Leuphana Universität Lüneburg.